# Астероїд типу F
Астероїди класу F — це досить рідкісний клас астероїдів, які входять до складу групи вуглецевих астероїдів. Прикладом астероїдів цього спектрального класу можуть бути астероїди 877 Валькирія та 45 Євгенія.

## Характеристики
У цілому схожі на астероїди класу B, але без слідів «води», яка поглинає на довжині хвилі близько 3 мкм, що вказує на наявність гідратованих мінералів, що розрізняються на довжині хвилі низької частини ультрафіолетового спектру нижче 0,4 мкм.
За критеріями класифікації SMASS астероїди класів P і F (у класифікації Толена) майже неможливо розрізнити між собою і відповідають класу B.